# Хмельницький деканат РКЦ
Хмельницький деканат — один з 8 деканатів Кам'янець-Подільської дієцезії Римо-Католицької церкви в Україні.

## Парафії

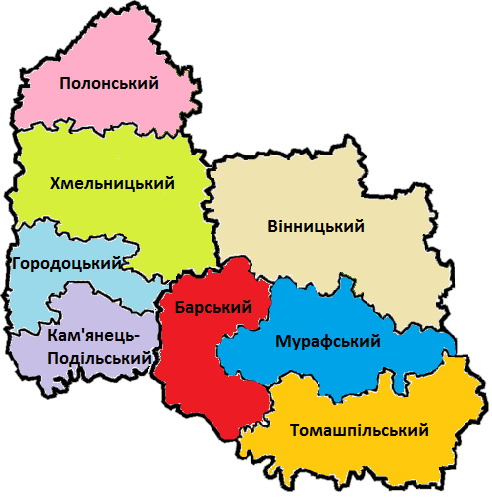
Карта деканатів Кам'янець-Подільської дієцезії

| Бубнівка              | Цариці Святого Розарія                        |
| Вовковинці            | Воздвиження Святого Хреста2                   |
| Волочиськ             | Святої Трійці                                 |
| Гайдайки              | Матері Божої Фатімської                       |
| Гвардійське           | Святого Войцеха                               |
| Деражня               | Святої Анни                                   |
| Завалійки             | Святого Йоана Непомука                        |
| Зелена                | Святого Архангела Михаїла                     |
| Канівка               | Доброго Пастиря                               |
| Клинини               | Пресвятого Серця Ісуса                        |
| Красилів              | Пресвятого Серця Ісуса                        |
| Кривачинці            | Святої Терези від Ісуса                       |
| Кульчини              | Матері Божої Фатімської                       |
| Летичів               | Внебовзяття Пресвятої Діви Марії              |
| Майдан-Вербецький     | Матері Божої Фатімської                       |
| Малий Лазучин         | Матері Божої Ченстохонської                   |
| Маниківці             | Пресвятого Серця Господа Ісуса                |
| Меджибіж              | Святої Трійці                                 |
| Новокостянтинів       | Святої Анни                                   |
| Новосілка             | Святого Йоана Хрестителя                      |
| Олешківці             | Непорочного Серця Пресвятої Діви Марії        |
| Писарівка             | Непорочного Зачаття Пресвятої Діви Марії      |
| Слобідка-Красилівська | Святого Йосипа Обручника Пресвятої Діви Марії |
| Стара Синява          | Святого Йоана Непомука                        |
| Старокостянтинів      | Святого Йоана Хрестителя                      |
| Тарноруда             | Матері Божої Святого Скапулярія               |
| Теофіполь             | Святої Трійці                                 |
| Хмельницький          | Непорочного Серця Пресвятої Діви Марії        |
| Хмельницький          | Святої Анни                                   |
| Хмельницький          | Христа Царя Всесвіту                          |
| Чорний Острів         | Внебовзяття Пресвятої Діви Марії              |
| Шаровечка             | Матері Божої Святого Розарія                  |
| Яхнівці               | Святого Архангела Михаїла                     |